# 기다 료마
기다 료마(일본어: 氣田 亮真, 1997년 8월 12일~)는 일본의 축구 선수이다.

## 구단 경력
그는 2020년 J2리그의 V-파렌 나가사키에 입단했다. 2021년 J1리그의 베갈타 센다이로 이적했다. 2021년후 J2리그에 강등했다. 2023년까지 100경기에 출전하여, 15득점을 넣었다. 2024년 몬테디오 야마가타로 이적했다.